# 1093 Freda
Freda (asteroide 1093) é um asteroide da cintura principal com um diâmetro de 116,73 quilómetros, a 2,2828711 UA. Possui uma excentricidade de 0,2707514 e um período orbital de 2 023,04 dias (5,54 anos).
Freda tem uma velocidade orbital média de 16,83409847 km/s e uma inclinação de 25,20975º.
Esse asteroide foi descoberto em 15 de Junho de 1925 por Benjamin Jekhowsky.